# GSC3313-746
GSC3313-746 — хімічно пекулярна зоря спектрального класу A4, що має видиму зоряну величину в смузі V приблизно  9,3.
Вона  розташована на відстані близько 1376,2 світлових років від Сонця.